# Jesús Gallardo
Pour les articles homonymes, voir Gallardo.
Jesús Daniel Gallardo Vasconcelos, né le 15 août 1994 à Cárdenas, est un footballeur international mexicain, évoluant au poste d'arrière gauche, voire parfois de milieu gauche au Deportivo Toluca.

## Biographie

### En club
Le 29 mai 2018, après quatre saisons professionnelles passées avec les Pumas UNAM, Jesús Gallardo signe un contrat avec le CF Monterrey.

### En équipe nationale
Jesús Gallardo fait ses débuts avec l'équipe du Mexique le 9 octobre 2016, en étant titulaire pour un match amical face à la Nouvelle-Zélande (victoire 2-1).
Depuis ce match, le sélectionneur Juan Carlos Osorio le convoque régulièrement dans la sélection mexicaine, notamment pour jouer la Gold Cup 2017, et le 4 juin 2018, Gallardo est retenu dans la liste des 23 joueurs d'El Tri pour disputer la Coupe du monde 2018 en Russie. Il dispute les quatre matchs du Mexique, systématiquement titularisé au poste d'arrière gauche. Lors du troisième match de poule, opposant le Mexique à la Suède, il rentre dans l'histoire en recevant le carton jaune le plus rapide de l'histoire de la Coupe du Monde, après seulement 15 secondes de jeu.
Le 14 novembre 2022, il est sélectionné par Gerardo Martino pour participer à la Coupe du monde 2022.

## Statistiques
Le tableau ci-dessous récapitule les statistiques de Jesús Gallardo lors de sa carrière professionnelle en club :
| Saison                | Club                  | Championnat           | Championnat | Championnat | Coupe(s) nationale(s) | Coupe(s) nationale(s) | Compétition(s) continentale(s) | Compétition(s) continentale(s) | Compétition(s) continentale(s) | Total | Total |
| Saison                | Club                  | Division              | M.          | B.          | M.                    | B.                    | Comp.                          | M.                             | B.                             | M.    | B.    |
| 2014-2015             | Pumas UNAM            | 1                     | 12          | 0           | 8                     | 1                     | -                              | -                              | -                              | 20    | 1     |
| 2015-2016             | Pumas UNAM            | 1                     | 1           | 0           | 4                     | 0                     | CL                             | 2                              | 0                              | 7     | 0     |
| 2016-2017             | Pumas UNAM            | 1                     | 32          | 6           | 2                     | 0                     | LCC                            | 5                              | 2                              | 39    | 8     |
| 2017-2018             | Pumas UNAM            | 1                     | 31          | 5           | 2                     | 1                     | -                              | -                              | -                              | 33    | 6     |
| Total sur la carrière | Total sur la carrière | Total sur la carrière | 76          | 11          | 16                    | 2                     | -                              | 7                              | 2                              | 99    | 15    |

## Palmarès

### En sélection
- Mexique
  - Vainqueur de la Gold Cup en 2023